# 小説誌
小説誌（しょうせつし）は、日本における雑誌のジャンルの1つ。主に新作小説を掲載することを目的に刊行されている。『きらら』などのようにPR誌を兼ねているものもある。

## 歴史
日本における小説誌の歴史は純文学から始まった。現在も刊行されているものの中で最も古い歴史を持つものは、1904年創刊の『新潮』（新潮社）。娯楽的要素の強い、いわゆる大衆小説の雑誌については、1931年創刊の『オール讀物』（文藝春秋）など戦前から刊行されているものもあるが、その最盛期は戦後の高度経済成長期である。当時は毎月の部数が単独で100万部を超える小説誌もあった。一方、特定のジャンルの小説のみを掲載する専門誌的要素の強いものも、1956年創刊の『ミステリマガジン』（早川書房）などをはじめとして様々なジャンルのものが登場した。従来小説誌は、挿絵もあったものの、どちらかというと武骨なものが多かったが、近年になり、いわゆるライトノベルという新しいジャンルで、カラーのイラストが多く掲載されるものも登場し、また2006年創刊の『yom yom』（新潮社）などのように、若い女性にも受け入れられやすいデザインをもつものも登場している。2010年代には、『別册文藝春秋』、『ジャーロ』、『メフィスト』、『月刊ジェイ・ノベル』、『yom yom』などのように、紙媒体での刊行を終了し、電子媒体に移行する例が多くみられる。

## 日本の小説誌一覧

### 純文学
月刊
- 群像（講談社）
- 新潮（新潮社）
- すばる（集英社）
- 文學界（文藝春秋）

季刊
- 文藝（河出書房新社）

休刊・廃刊
- 海（中央公論社）
- 海燕（福武書店）

### 一般文芸
月刊
- オール讀物（文藝春秋）
- 小説現代（講談社）
- 小説幻冬（幻冬舎、2016年 - ）
- 小説新潮（新潮社）
- 小説すばる（集英社）
- 小説NON（祥伝社）
- 小説宝石（光文社）
- 小説 野性時代（角川書店）
- STORY BOX（小学館）
- 文蔵（PHP研究所）
- きらら（小学館）

隔月刊
- 別册文藝春秋（文藝春秋） - 2015年完全電子化
- yom yom（新潮社、2006年 - ） - 2017年完全電子化

季刊
- 小説トリッパー（朝日新聞出版、1995年 - ）
- 小説BOC（中央公論新社、2016年 - ）

電子媒体
- 月刊ジェイ・ノベル（実業之日本社）
- コフレ（祥伝社）

その他
- en-taxi（扶桑社、2003年 - 2015年） - 年3回刊。休刊
- Story Seller（新潮社、2008年 - ） - 年1回刊
- スピン/spin（河出書房新社、2022年 - ） - 季刊[注釈 1][2]。
- 真夜中（リトルモア、2008年 - ） - 季刊[注釈 2]
- モンキービジネス（ヴィレッジブックス、2008年 - 2011年）柴田元幸責任編集[3]
- MONKEY（スイッチ・パブリッシング、2013年 - ） - 年3回刊（柴田元幸責任編集）

休刊・廃刊
- 海（中央公論社、月刊、1969年 - 1984年）
- 月刊小説王（角川書店、月刊、1983年9月号 - 1984年12月号、15号）
- 小説中公（中央公論社、月刊）
- ショートショートランド（講談社、年6回刊、1981年 - 1985年、22号）
- 文芸ポスト（小学館、季刊、1998年春・夏号 - 2007年冬号、35号、週刊ポストの別冊）
- Feel Love（祥伝社、2007年 - 2014年）
- 紡（実業之日本社、2011年 - 2014年）
- GINGER L.（幻冬舎、季刊、2010年 - 2016年）

### 一般文芸とライトノベルの中間
- B-Quest（文芸社、2005年 - 2007年） - 休刊
- ノベルアクト（角川書店、2010年 - 2013年） - 休刊
- ファウスト（講談社、2003年 - 2011年） - 不定期刊行。休刊
- パンドラ（講談社、2008年 - 2009年） - 不定期刊行。休刊

### ライトノベル
- 獅子王（朝日ソノラマ、1985年 - 1992年） - 休刊
- キャラの!（ホビージャパン、2007年 - 2009年） - 休刊
- ザ・スニーカー（角川書店、1993年 - 2011年） - 休刊
- ザ・ビーンズ（角川書店、2002年 - 2011年） - 休刊
- GA文庫マガジン（SBクリエイティブ、2012年 - 2015年） - 休刊
- Cobalt(コバルト)（集英社、1982年 - 2016年） - 休刊
- 電撃文庫MAGAZINE（アスキー・メディアワークス、2007年 - 2020年） - 休刊
- 小説ウィングス（新書館、1988年 - ）
- ドラゴンマガジン（富士見書房、1988年 - ）

### ケータイ小説
- 月刊魔法の図書館プラス（アスキー・メディアワークス、2014年 - 2018年） - 休刊

### ジャンル小説誌
SF
- SFマガジン（早川書房、1959年 - ） - 隔月刊
- SF Japan（徳間書店） - 休刊
- SFアドベンチャー（徳間書店） - 休刊
- 奇想天外（奇想天外社） - 休刊

官能
- 原色文学（光彩書房）
- 小説CLUBロマン（桃園書房）
- 特選小説（辰巳出版）
- 二次元ドリームマガジン（キルタイムコミュニケーション） - ジュブナイルポルノ誌
- 官能時代（平和出版） - 休刊

時代・歴史
- KENZAN!（講談社、2006年 - 2011年） - 年3回刊。休刊

ホラー
- 怪（角川書店）
- 幽（角川書店、2004年 - 2018年） - 年2回刊。休刊
- Mei（冥）（角川書店） - 休刊

ミステリ
- 小説推理（双葉社）
- ハヤカワミステリマガジン（早川書房、1956年 - ） - 隔月刊
- ミステリーズ!（東京創元社）
- ジャーロ（光文社） - 2016年完全電子化。季刊
- メフィスト（講談社） - 2016年完全電子化
- 推理ストーリー（双葉社） - 休刊
- KADOKAWAミステリ（角川書店） - 休刊

児童
- 飛ぶ教室（光村図書出版）
- 日本児童文学（小峰書店）